# Tobias Feldmann
Tobias Feldmann (* 1991 in Fulda) ist ein deutscher Violinist und Hochschullehrer.

## Biographie
Tobias Feldmann wurde im Alter von acht Jahren in die Frühförderklasse der Musikhochschule Würzburg aufgenommen und schloss sein Studium in Berlin an der Hochschule für Musik „Hanns Eisler“ bei Antje Weithaas ab. Im Alter von 26 Jahren wurde er an die Musikhochschule berufen und war damit einer der jüngsten Professoren in der Geschichte Deutschlands. Seit Oktober 2022 unterrichtet er an der Hochschule für Musik und Theater „Felix Mendelssohn-Bartholdy“ in Leipzig.
Als Solist arbeitete der Preisträger des Königin-Elisabeth-Wettbewerbs in Brüssel, des Joseph-Joachim Violinwettbewerbs sowie als Gewinner des Deutschen Musikwettbewerbs u. a. mit dem Minnesota Orchestra, dem Konzerthausorchester Berlin, dem WDR Sinfonieorchester, der NDR Radiophilharmonie Hannover, dem Frankfurter Opern- und Museumsorchester, dem Orquestra Simfonica de Barcelona, dem BBC Philharmonic, BBC Scottish Symphony, BBC National Orchestra of Wales, Helsinki Philharmonic, Residentie Orkest, Concertgebouw Chamber Orchestra sowie Ensemble Resonanz, Moscow State Symphony, Brussels Philharmonic, Utah Symphony und dem Orchestre Symphonique de Québec zusammen. Zu seinen Partnern am Dirigierpult zählten dabei Nathalie Stutzmann, David Afkham, Gemma New, John Storgårds, Lorenzo Viotti, Reinhard Goebel, Joana Mallwitz, Fabien Gabel und Marin Alsop. Auf Einladung der Berliner Philharmoniker war er zudem aushilfsweise als 1. Konzertmeister tätig.
Neben seiner solistischen Tätigkeit ist er regelmäßig als Kammermusiker auf den bedeutendsten Bühnen der Welt zu Gast. So führten ihn Engagements ins Wiener Konzerthaus, in die Berliner Philharmonie, ins Concertgebouw Amsterdam, Vinterfest in Falun/Schweden, Lockenhaus Festival, Turina Festival in Sevilla, zur Schubertiade Hohenemens und in die Kumho Arts Hall in Seoul. Zu seinen musikalischen Partnern zählten Martin Helmchen, Timothy Ridout, Kian Soltani, Christian Tetzlaff, Nicolas Altstaedt, Jean-Guihen Queyras und Tabea Zimmermann. Mit der Bratschistin Lise Berthaud und dem Cellisten Julian Steckel spielt er seit mehreren Jahren in einem festen Streichtrio.
Feldmann spielt auf einer Violine von Niccòlo Gagliano, gefertigt in Neapel im Jahre 1769.

## Auszeichnungen und Preise
- 2015: 4. Preis beim Königin Elisabeth Wettbewerb in Brüssel[1]
- 2012: Gewinn des Deutschen Musikwettbewerbs[2]
- 2012: 3. Preis, Publikumspreis und Kritiker-Preis beim Internationalen Joseph Joachim Wettbewerb Hannover[3]
- 2011: 1. Preis, Publikumspreis, Preis für die beste Interpretation eines Werkes von J. S. Bach, Preis für die beste Interpretation eines Werkes von Max Reger, Sonderpreis beim Internationalen Henri Marteau Wettbewerb in Lichtenberg/Hof

## Diskographie
- Tobias Feldmann Violin. Works by Bartók, Beethoven, Waxmann and Ysaÿe. Mit Boris Kuznesow, Klavier (Genuin; 2014)
- Polychrome. Prokofjev, Strauss, Ravel. Sonaten. Mit Boris Kuznesow, Klavier (Alpha; 2017)
- Sibelius / Rautavaara: Violin Concertos. Mit dem Orchestre Philharmonique Royal de Liège, Dirigent: Jean-Jacques Kantorow (Alpha Classics; 2018)